# Mostro di Fouke
Il mostro di Fouke (Fouke Monster) è una leggendaria creatura umanoide simile al Bigfoot che sarebbe stata avvistata a partire dagli anni quaranta nei pressi di Fouke in Arkansas. Nonostante i caratteri peculiari di una leggenda urbana, legata al panorama folcloristico del Nord America, il "mostro" divenne famoso quando aggredì una famiglia a Fouke nel 1971, ottenendo la prima copertura mediatica a livello nazionale, per poi divenire oggetto di migliaia di avvistamenti anche all'infuori della località negli anni seguenti. Il nome venne coniato dal giornalista Jim Powell per un articolo sul Texarkana Gazette.

## Storia
Gli abitanti di Fouke menzionarono per la prima volta la presenza di una creatura dalle fattezze scimmiesche nella zona nel 1946, la quale si sarebbe fatta vedere sempre più dal 1964, con un picco di avvistamenti e aggressioni negli anni settanta. Per un certo periodo anche nella limitrofa area di Jonesville si ebbero relazioni inerenti alla sosta di creature, tanto da parlare di un "mostro di Jonesville".

### Avvistamenti del 1971
L'anno in cui si contò il maggior numero di avvistamenti fu il 1971, quando ci fu un'intensificazione delle sue attività, vere o presunte, sfociate in aggressioni, uccisioni di animali e danni alle proprietà degli abitanti di Fouke:
- 1971
  - 1º maggio: la casa di Elizabeth e Bobby Ford viene attaccata nelle ore notturne da un misterioso essere, che inizialmente la donna dichiarerà d'esser molto somigliante a un orso, scacciato solo grazie all'intervento del marito e del fratello Don di ritorno da una battuta di caccia. La coppia, neo-proprietaria della casa da una settimana prima dell'evento, spiegherà in seguito d'aver udito rumori e visto ombre aggirarsi nelle vicinanze già nei primi giorni di dimora, senza però esser mai oggetto di aggressioni del genere.[5][6][7]
  - 2 maggio: casa Ford viene nuovamente attaccata. Bobby viene aggredito alle spalle, riuscendo a fuggire dalla presa della creatura e venendo ricoverato presso il St. Michael Hospital per ferite sulla schiena ed iniziale stato di choc. Bobby spiegherà in seguito d'aver sparato alcuni colpi verso la creatura, ma non verrà trovata alcuna traccia di sangue nell'area circostante la casa se non alcune impronte di tre dita.[8][9]
  - 23 maggio: D. Bosco, Wilma Woods, e la signora R. Sedgass segnalano l'avvistamento di una creatura scimmiesca presso l'autostrada 71.[10]

Sempre nel 1971 3 persone furono multate di 59 dollari per aver "realizzato prove fraudolente sul mostro". In seguito all'avvistamento Ford la stazione radio KAAY, di Little Rock, montò la prima taglia, offrendo 1.090 dollari a chi portasse prove della reale esistenza del mostro. Quella che era apparsa inizialmente come poco più che una storia folcloristica, concentrò invece su di sé l'attenzione delle autorità: vennero istituite battute di caccia coi cani, risultate inconcludenti a causa delle difficoltà degli animali di seguire l'odore della creatura , e lo sceriffo della contea di Miller, Leslie Greer, avviò una temporanea politica del "niente armi" dopo l'intensificarsi delle azioni di ricerca da parte di un numero sempre più consistente di cacciatori, per preservare la sicurezza pubblica.

### Avvistamenti successivi
Dopo l'attenzione dei riflettori nazionali sul caso, la creatura perse gran parte del risalto mediatico, tornando a essere parte della cronaca locale. Nel 1973 il regista Charles B. Pierce girò un film dell'orrore, in stile documentario, sulla creatura, portandola per la prima volta sul grande schermo. Il mostro di Fouke sembrava essere scomparso, finché nel marzo del 1978, due fratelli segnalarono d'aver avvistato presumibilmente l'essere nei dintorni di Russellville, con l'aggiunta di ulteriori rapporti provenienti da Center Ridge nello stesso periodo e da Crossett il 26 giugno, a circa 4 ore di viaggio da Fouke. All'interno di queste articolazioni rientrano anche alcune uccisioni di bestiame ed animali domestici, come cani, attribuite al mostro.
Nel 1991 la creatura fu vista saltare da un ponte. Tra il 1997 e il 1998 furono riportati 40 avvistamenti; la creatura fu anche vista nel letto di un torrente asciutto a sud di Fouke.

## Ipotesi
Secondo gli studi dell'archeologo Frank Schambach del Southern State College effettuati dopo l'avvistamento Ford, "c'è un 99% di possibilità che le tracce siano un falso". Schambach analizzò il comportamento rilevato dalle segnalazioni vere o presunte del mostro, concludendo che non potesse trattarsi di un primate per tre motivi: l'assenza di esemplari nella storia faunistica dell'area, le tre dita delle impronte lasciate sul terreno (i primati ne hanno 5), la sfera notturna delle attività d'azione (i primati sono esseri grosso modo diurni). Il guardiacaccia Carl Galyon confermò l'autenticità delle impronte, dopo aver esaminato diversi calchi. Le ulteriori orme lasciate nelle aree degli avvistamenti confermarono l'effettiva essenza di tre dita della creatura.

## Nella cultura di massa
Sulla base di articoli e documenti sul mostro, nel 1973 fu realizzato il film intitolato The Legend of Boggy Creek.